# アレクサンダー・プラインファルク
アレクサンダー・プラインファルク(ドイツ語: Alexander Preinfalk、1920年2月6日 - 1944年12月12日)は、ドイツの軍人。最終階級は空軍飛行兵曹長。

## 経歴
第二次世界大戦では総撃墜数78機(85機以上とも)を記録したエース・パイロットとして知られる。第51戦闘航空団次いで第77戦闘航空団、第53戦闘航空団に所属していた。1944年12月12日にアメリカの戦闘機P-47と交戦し、撃墜され戦死した。

## 叙勲
- パイロット章
- 空軍前線飛行章
- 空軍名誉杯 (1942年9月13日)
- 鉄十字章
  - 二級鉄十字勲章1939年章
  - 一級鉄十字勲章1939年章
- ドイツ十字章
  - ドイツ十字章金章 (1942年10月3日)[1]
- 騎士鉄十字章
  - 騎士鉄十字章 (1942年10月14日)[2]